# Enseada do Almirantado

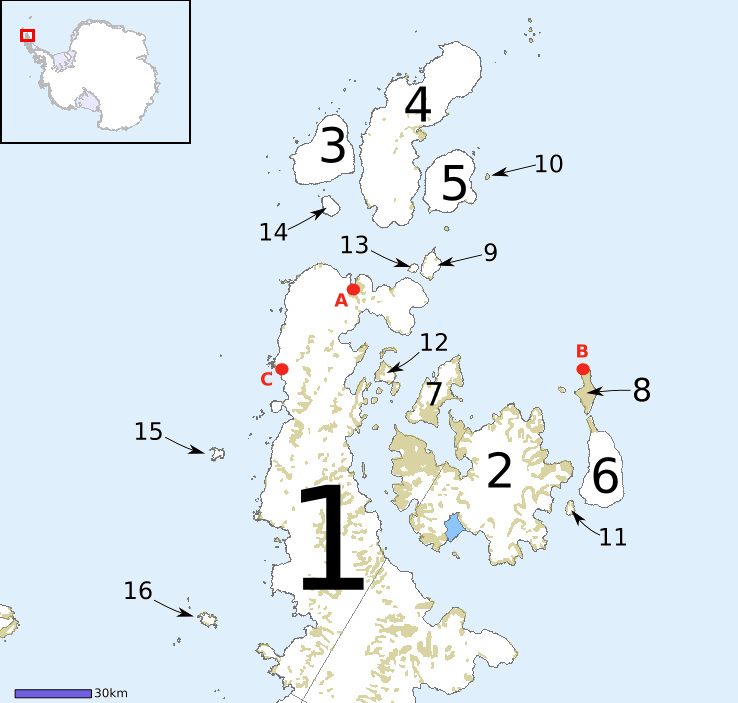
Ilhas próximas da extremidade norte da Península Antártica; Colina Snow e Ilhas Seymour são a #6 e a #8 respetivamente; Ilha de James Ross é a #2

A enseada do Almirantado é uma enseada que se estende em uma direção NE-SW e separa a Seymour e as ilhas da Colina Snow da ilha James Ross, fora da extremidade NE da península Antártica. A parte larga NE do estreito foi denominada "Angra do Almirantado" pela expedição britânica sob o comando do Capitão Ross, que a descobriu em 6 de janeiro de 1843. A característica foi determinada ser um estreito mais do que uma baía em 1902 pela Expedição Antártica Sueca sob o comando de Otto Nordenskiöld.